# 남호서원
남호서원(南湖書院)은 대한민국 경상북도 경산시에 위치한 조선 시대의 서원이다. 1786년에 창건되었으며, 김시성(金是聲)을 제향하고 있다.